# Almis
Almis ou Almush ibn Shilki ou encore Almış iltäbär (mort vers 925) est le premier souverain (iltäbär (en)) musulman des Proto-Bulgares de la Volga. Il règne entre la fin du IXe siècle et le premier quart du Xe siècle.
Fils du chef proto-bulgare Silki (en), Almis gouverne d'abord, sous la suzeraineté des Khazars, un territoire dont la ville de Bolgar, en actuelle Tatarstan, est le centre. Cherchant à unifier les tribus proto-bulgares et à se libérer de la domination khazare, il sollicite la protection du calife abbasside Al-Muqtadir et lui envoie une ambassade. En 922, les ambassadeurs du calife, parmi lesquels Ibn Fadlân (qui qualifiera Almis dans ses écrits comme « roi des Saqāliba »), arrivent à Bolgar pour confirmer l'alliance. Almis, qui s'était converti à l'islam et avait pris ses distances vis-à-vis de ses anciens suzerains khazars (dont le clan royal a adopté le judaïsme), adopte le nom de Jaʿfar ibn ʿAbdullah (en tatar : Cäğfär bine Ğabdulla ; arabe : جعفر ابن عبدالله).
Almis avait au moins trois enfants, signalés par Ibn Fadlân : un fils, qui avait été envoyé comme otage chez les Khazars, à Atil, et deux filles.

## Sources
- « Almış/Алмыш », dans : Tatar Encyclopaedia (en). Kazan : The Republic of Tatarstan Academy of Sciences – Institution of the Tatar Encyclopaedia, 2002.
- Ibn Fadlân, Voyage chez les Bulgares de la Volga, trad. Marius Canard, (1988, rééd. 1999), éd. Sindbad, Paris, 130 p.  (ISBN 2727401582)